# Рождество-Вьюлки
Рождество-Вьюлки — деревня в Талдомском районе Московской области России, входит в состав сельского поселения Ермолинское. Население — 1 чел. (2010).

## География
Расположена на севере Московской области, в восточной части Талдомского района, примерно в 22 км к востоку от центра города Талдома, с которым связана прямым автобусным сообщением, на автодороге, соединяющей районный центр с трассой Р104.
Ближайшие населённые пункты — деревни Костолыгино, Ожигово и Разорёно-Семёновское. Южнее деревни находится участок «Дубненский болотный массив» государственного природного заказника «Журавлиная родина».

## Население
| 1859 | 1926 | 2002 | 2006 | 2010 |
| ---- | ---- | ---- | ---- | ---- |
| 65   | ↘16  | ↘0   | →0   | ↗1   |

## История
В «Списке населённых мест» 1862 года — владельческая деревня 2-го стана Калязинского уезда Тверской губернии между Дмитровским и Углицко-Московским трактами, в 44 верстах от уездного города и 17 верстах от становой квартиры, при речке Вьюлке, с 7 дворами, православной церковью, 2 ярмарками и 65 жителями (34 мужчины, 31 женщина).
По материалам Всесоюзной переписи населения 1926 года — погост Разорёно-Семёновского сельского совета Семёновской волости Ленинского уезда Московской губернии, проживало 16 жителей (8 мужчин, 8 женщин), насчитывалось 5 хозяйств, среди которых 3 крестьянских.
С 1929 года — населённый пункт в составе Ленинского района Кимрского округа Московской области.
Постановлением ЦИК и СНК от 23 июля 1930 года округа как административно-территориальные единицы были ликвидированы. Постановлением Президиума ВЦИК от 27 декабря 1930 года городу Ленинску было возвращено историческое наименование Талдом, а район был переименован в Талдомский.
1930—1954 гг. — деревня Разорёно-Семёновского сельсовета Талдомского района.
1954—1963, 1965—1994 гг. — деревня Николо-Кропоткинского сельсовета Талдомского района.
1963—1965 гг. — деревня Николо-Кропоткинского сельсовета Дмитровского укрупнённого сельского района.
1994—2004 гг. — деревня Николо-Кропоткинского сельского округа Талдомского района.
2004—2006 гг. — деревня Ермолинского сельского округа Талдомского района.
С 2006 г. — деревня сельского поселения Ермолинское Талдомского муниципального района Московской области.
До середины XX века в Рождестве-Вьюлках существовала каменная церковь Рождества Христова с Сергиевским и Скорбященским приделами, построенная ориентировочно в 1-й половине XIX века.